# Zara (cantante)
Zara (in russo Зара?), pseudonimo di Zarifa Pašaevna Mgojan (in russo Зарифа Пашаевна Мгоян?; Leningrado, 26 luglio 1983), è una cantante e attrice russa di origini curde. Artista emerita della Federazione Russa (2016).

## Biografia
Nacque in una famiglia di origine curde. Il padre, Paša Binbaševich Mgojan, è dottore in scienze fisico-matematiche, lavora nel settore dell'ingegneria meccanica, la madre: Nadi Džamalovna Mgojan, casalinga. Zara ha una sorella maggiore Liana e un fratello minore Roman. Cresce due figli: Daniil e Maksim. È moglie del deputato russo, Leonid Sluckij, travolto da uno scandalo sessuale nel 2018.
Ha frequentato la seconda scuola secondaria della città di Otradnoe. Nel 2000 ha terminato gli studi presso il cinquantaseiesimo ginnasio di San Pietroburgo, ricevendo la medaglia d’argento. Parallelamente allo studio alla scuola secondaria di secondo grado ha conseguito la laurea “rossa” in pianoforte alla scuola di musica per bambini.

### Carriera artistica
Nel 1995, all’età di dodici anni, ha conosciuto il musicista e compositore Oleg Kvasha, con il quale nel 1996 ha inciso le canzoni, Cuore di Giulietta, Proprio oggi, proprio adesso.. e Ninnananna, trasmesse spesso alla radio, antesignane della sua fama e successo.
Nel 1997 a Mosca, con la canzone Cuore di Giulietta è finalista al concorso televisivo Stella mattutina e ha ricevuto a Il Cairo e a Porto Said, al Grand Prix del Festival internazionale Let the Children Laugh. Nel 1998 a Omsk, la cantante vinse il Grand Prix al concorso Speranze della Siberia, concorso aperto agli interpreti di canzoni per bambini dei concorsi televisivi di San Pietroburgo, Compleanno e Hit dell’anno. Riceve, a Sochi, per due anni consecutivi al concorso “Speranze dell’Europa” il diploma di laurea di primo grado e il Grand Prix. Nel 1999 al Festival di Sochi, Voci-1999 ha ricevuto il premio di apprezzamento del pubblico.
Nel 2004 concluse gli studi presso l'Accademia d’arte scenica di San Pietroburgo. Durante gli studi, sul palcoscenico del Teatro didattico in Mochovaja, Zara ha recitato negli spettacoli Voci del secolo andato, Idiota e Rondini celesti.
Nel 2006 la cantante è stata uno dei finalisti dello show televisivo Fabbrica di stelle-6, prodotto da Viktor Drobysh, sul Pervyj kanal, il primo canale generalista russo, mentre nel 2009 è giunta in finale nel progetto Due stelle, dove, in coppia con l’artista del popolo di Russia, l’attore Dmitrij Pevcov, ha conquistato il secondo posto. Nel 2010 ha partecipato allo show Ghiaccio e fuoco, anche questo sul Pervyj kanal, insieme al campione olimpico, pattinatore di figura Anton Sicharulidze.
A marzo 2011 ha preso parte al progetto, Fabbrica di stelle. Ritorno.
Dall’inizio del 2015 è membro permanente della giuria del concorso televisivo russo dei cantanti, Nuova stella”, che si svolge sul canale televisivo, Zvezda, con il patrocinio del Ministro della difesa della Federazione russa.
La cantante ha inciso in studio, nove album, ha vinto una serie di premi musicali nazionali, tra cui il Grammofono d’oro, ed il diploma del festival televisivo russo, Canzone dell’anno”. Come attrice Zara è nota per i suoi ruoli nelle serie televisive, del 2001, Vie di lampioni rotti, nel 2004, Specnaz alla russa 2, nel 2005, Favorsky, nel 2006 e nel 2001, rispettivamente, nei film, Puškin. L’ultimo duello e Sabbia bianca.
Il 24 novembre 2016 al Palazzo di Stato del Cremlino di Mosca si è svolto con successo il concerto di Zara, dedicato al XX° anniversario della sua attività artistica. Zara ha cantato brani di diversi generi musicali: canzoni sulla guerra, romanze classiche, canzoni popolari, hit mondiali e russe, world music e altre. Hanno partecipato allo show anche Nikolay Baskov, Stas Mikhailov, Dmitry Pevtsov, Viktor Drobysh e il tenore italiano Andrea Bocelli con il quale la cantante ha presentato il duetto, La Grande Storia. Con il concerto della cantante è coincisa l'uscita del suo nuovo album, Millimetry.

### Attività culturale e pubblica
Ogni anno Zara prende parte a Vicebsk, al Festival internazionale delle arti, lo "Slavjanskyj bazar". Nel 2014 le è stato conferito il premio dell'Unione Russia-Bielorussia “Per la personificazione artistica dell’idea di amicizia tra i popoli della Bielorussia e della Russia”.
Alla fine di dicembre del 2015 la cantante, si è recata in Siria, per cantare a Laodicea, nella base aerea russa di Chmejmim, per sostenere i militari russi che combattono il gruppo terroristico dello Stato Islamico e sollevare il morale delle forze aeree. Il 28 febbraio 2016 si è recata in Siria per la seconda volta per un secondo concerto, sempre nella base aerea “Chmejmim”. Il 25 marzo 2016 a Zara viene conferita la medaglia, Al partecipante dell’operazione militare in Siria, per il contributo alla risoluzione dei compiti delle Forze Armate della Federazione Russa durante l’operazione militare nella Repubblica Araba di Siria.
Il 5 dicembre 2016 l'Organizzazione per l'Educazione, la Scienza e la Cultura delle Nazioni Unite ha designato ufficialmente Zara Artista dell’UNESCO per la pace, in riconoscimento della dedizione ai valori dell’organizzazione, della formazione e del rafforzamento dell’idea di pace e della comprensione reciproca tra i popoli. La cerimonia si è svolta nella sede principale dell'Organizzazione delle Nazioni Unite a Parigi.

### Beneficenza
Zara fa parte del consiglio del Fondo di donazione “Passo avanti”, fondo con sede a San Pietroburgo, e che aiuta i cittadini in difficoltà economiche, nonché i bambini con patologie oncologiche e paralisi cerebrale infantile.
Oltre a ciò partecipa a molti progetti di beneficenza realizzati dal Fondo di donazione per l’aiuto ai bambini ciechi e ipovedenti “Per richiamo del cuore”, istituito dalla cantante e figura pubblica Diana Gurtskaya. Dal 2010 ogni anno la cantante si esibisce al Festival internazionale annuale di beneficenza “Bastone bianco” il cui obiettivo è aiutare i bambini e adulti con disturbi alla vista.
Il 22 gennaio 2017 Zara è stata l’ospite speciale della cerimonia di premiazione dei vincitori del 10º festival delle opere d’arte dei bambini disabili “Siamo insieme”. L’evento è stato organizzato sia dal Dipartimento della cultura della città di Mosca, chee dalla Fondazione di sviluppo delle iniziative sociali culturali “Cinematografista”. L’artista non solo ha inaugurato la parte ufficiale con la canzone “Fede” tenendo un discorso, ma anche ha partecipato alle master class formative.

## Premi e onorificenze

### Premi statali della Federazione Russa
- 2016: titolo onorifico Artista emerita della Federazione Russa per un importante contributo allo sviluppo della cultura e delle arti nazionali, per la fruttuosa attività pluriennale.[5]

### Premi del Ministero degli affari interni della Russia
- 2011: medaglia “65 anni del servizio giuridico del Ministero degli affari interni della Russia”.

### Premi del Ministro della difesa della Federazione russa
- 2016: medaglia “Al partecipante dell’operazione militare in Siria” della Federazione Russa[6] per il contributo alla risoluzione dei compiti delle Forze Armate della Federazione Russa durante l’operazione militare nella Repubblica Araba di Siria.

### Premi del Federal'naja služba bezopasnosti
- 2009: terzo premio dell'FSB di Russia nel settore dell’arte della categoria “Arte musicale”, per la canzone “È solo una guerra...”.

### Premi dei soggetti della Federazione Russa
- 2009: medaglia “Per la fede e il bene” della Oblast' di Kemerovo della Federazione Russa per l’attività pubblica e di beneficenza nella regione di Kemerovo.
- 2015: titolo onorifico “Artista emerita della Repubblica Karačaj-Circassia” per la pluriennale attività artistica e per i meriti nel settore della cultura.

### Premi pubblici della Federazione Russa
- 2004: ha ricevuto il premio musicale russo “Grammofono d’oro” per la canzone “Colore della notte”.
- 2005: ha ricevuto il premio musicale russo “Grammofono d’oro” per la canzone “Tormenta”.
- 2007: ha ricevuto il premio musicale russo “Grammofono d’oro” per la canzone “Amore bello”.
- 2009: ha ricevuto il premio musicale russo “Grammofono d’oro” per la canzone “Per lei”.
- 2010: ha ricevuto il premio musicale russo “Grammofono d’oro” per la canzone “Non ho amato abbastanza”.
- 2011: ha ricevuto il premio musicale russo “Grammofono d’oro” per la canzone “Amelie”.
- 2012: ha ricevuto il premio musicale russo “Grammofono d’oro” per la canzone “Ancora amore” (duetto con Alexander Rozenbaum).
- 2013: ha ricevuto il premio del festival televisivo russo “Canzone dell’anno” per la canzone “Bella addormentata” (duetto con Stas Mikhaylov).
- 2014: ha ricevuto il premio il festival televisivo russo “Canzone dell’anno” per la canzone “felicità sopra la terra”.
- 2015: ha ricevuto il premio musicale russo “Grammofono d’oro” per la canzone “Non ho amato abbastanza”.
- 2015: ha ricevuto il premio del il festival televisivo russo “Canzone dell’anno” per la canzone “Questo anno d’amore”.
- 2016: ha ricevuto il premio musicale russo “Grammofono d’oro” per la canzone “Leningrad”.
- 2016: ha ricevuto il premio del festival televisivo russo “Canzone dell’anno” per la canzone “Leningrad”.
- 2017: ha ricevuto il premio “I più alla moda in Russia” nella versione della rivista “HELLO!” nella categoria “Classico”.

### Titoli, onorificenze e premi pubblici internazionali
- 2014: ha ricevuto il premio dello Stato federale nel settore della letteratura e dell’arte “Per la personificazione artistica dell’idea dell’amicizia dei popoli di Bielorussia e di Russia”.
- 2016: titolo onorifico Artista dell’UNESCO per la Pace dell'Organizzazione per l'Educazione, la Scienza e la Cultura della Organizzazione delle Nazioni Unite “per la dedizione ai valori dell’organizzazione, della formazione e del rafforzamento dell’idea della pace e della comprensione reciproca tra i popoli”.